# Communauté de communes de Bourbriac
Die Communauté de communes de Bourbriac ist ein ehemaliger französischer Gemeindeverband mit der Rechtsform einer Communauté de communes im Département Côtes-d’Armor in der Region Bretagne. Der Gemeindeverband wurde am 29. Dezember 1993 gegründet und bestand aus 10 Gemeinden. Der Verwaltungssitz befand sich im Ort Bourbriac.

## Historische Entwicklung
Mit Wirkung vom 1. Januar 2017 fusionierte der Gemeindeverband mit
- Communauté de communes Callac Argoat,
- Communauté de communes Paimpol Goëlo,
- Communauté de communes du Pays de Bégard,
- Communauté de communes du Pays de Belle-Isle-en-Terre,
- Guingamp Communauté sowie
- Pontrieux Communauté

und bildete so die Nachfolgeorganisation Guingamp Paimpol Armor Argoat Agglomération.

## Ehemalige Mitgliedsgemeinden
1. Bourbriac
2. Coadout
3. Kerien
4. Kerpert
5. Magoar
6. Moustéru
7. Plésidy
8. Pont-Melvez
9. Saint-Adrien
10. Senven-Léhart